# شاپرکان داسی
شاپرکان داسی (نام علمی: Oecophoridae) نام یک تیره از راسته پروانه‌سانان است.